# Craig Biggio
Craig Alan Biggio (14 de diciembre de 1965) es un ex segunda base y receptor estadounidense de béisbol profesional que jugó en las Grandes Ligas desde 1988 hasta 2007 con los Houston Astros.
Durante su carrera fue elegido siete veces al Juego de Estrellas, ganó cinco Bates de Plata, cuatro Guantes de Oro y es el único jugador en ser elegido al Juego de Estrellas como segunda base y receptor. Al momento de su retiro se encontraba en el sexto lugar de la historia de la Liga Nacional en juegos jugados (2,850), quinto en turnos al bate (10,876), octavo en hits (3,060) y séptimo en carreras anotadas (1,844). Sus 668 dobles conectados ocupan el quinto lugar en la historia de las Grandes Ligas, y la mayor cantidad para un bateador diestro. En 2007 se convirtió en el 27mo jugador en alcanzar la marca de 3,000 hits conectados.
Su número de uniforme (7) fue retirado por los Astros el 17 de agosto de 2008. En 2015 fue elegido al Salón de la Fama, el primer jugador en ser exaltado exhibiendo el uniforme de los Astros.

## Carrera profesional

### Houston Astros
Biggio fue seleccionado en la primera ronda (22da selección global) del draft de 1987 por los Astros de Houston. Fue llamado a Grandes Ligas en la temporada de 1988 para ocupar la posición de receptor, luego de batear para promedio de .344 en las ligas menores. En 1989 se convirtió en titular del equipo y ganó su primer Bate de Plata.
En 1992 comenzó a jugar como segunda base, a pesar de haber sido convocado, al Juego de Estrellas de 1991 como receptor. Participó en su segundo Juego de Estrellas en 1992, convirtiéndose en el primer jugador de la historia en ser convocado a dicho juego como receptor y segunda base.

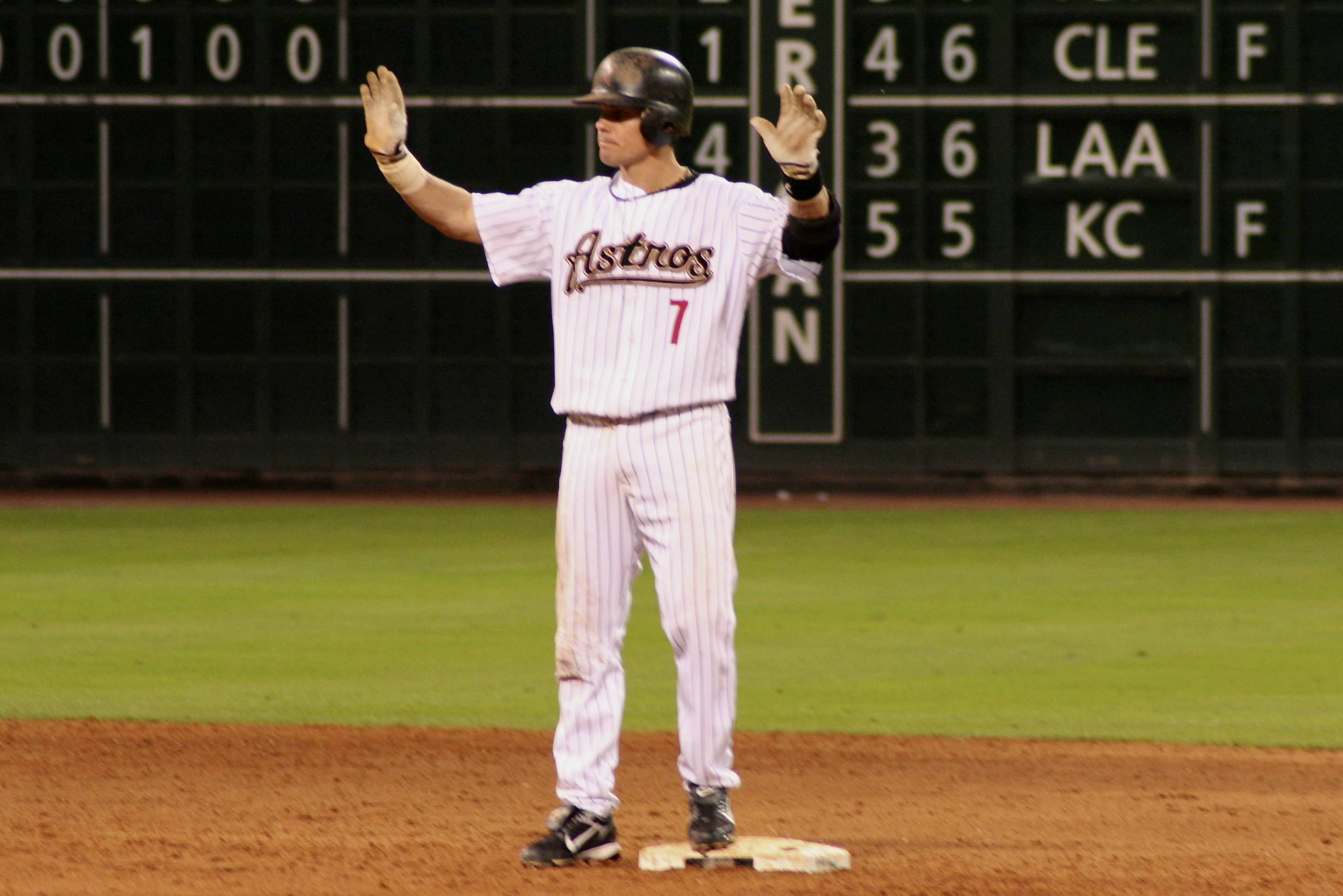
Biggio con los Astros de Houston.

Biggio jugó 1,800 juegos sin ser incluido en la lista de lesionados, hasta que el 1 de agosto de 2000 sufrió una lesión en la rodilla que acabó con su temporada. En 2001 regresó en buena forma, pero su rendimiento disminuyó en 2002, al registrar .253 de promedio. Para 2003 se transfirió al jardín central por petición del cuerpo técnico, debido a la llegada del segunda base Jeff Kent al equipo. A mediados de 2004, Biggio realizó otro cambio de posición, esta vez al jardín izquierdo, para dar lugar en la alineación al recién adquirido Carlos Beltrán. Finalizó el 2004 con promedio de .281 y 178 hits, incluyendo una marca personal de 24 jonrones.
En 2005, Biggio retornó a la segunda base luego de que Jeff Kent firmara con los Dodgers de Los Ángeles. Durante esa temporada registró una nueva marca personal con 26 jonrones, y se convirtió en el segundo jugador en alcanzar las 1,000 carreras impulsadas jugando para los Astros de Houston (el primero fue Jeff Bagwell). Jugó en la Serie Mundial de 2005, su primera final en 18 años de carrera.
El 23 de mayo de 2006, Biggio se convirtió en el 23er jugador de la historia en alcanzar los 10,000 turnos al bate, y el 28 de junio de 2007 en el 27mo jugador en conectar 3,000 hits, el primero de los Astros.

## Retiro
El 24 de julio de 2007, Biggio anunció su retiro como jugador profesional al final de la temporada, jugando su último encuentro el 30 de septiembre de ese mismo año.
El 28 de junio de 2008, los Astros anunciaron el retiro del número 7 de Biggio, el cual se hizo efectivo en una ceremonia realizada el 17 de agosto de 2008. Fue el noveno número retirado por la franquicia.
Biggio apareció por primera vez en las boletas del Salón de la Fama en 2013. Ese año lideró a todos los candidatos con el 68.2% de los votos, mientras que en 2014 recibió el 74.8%, solo dos votos por detrás del 75% necesario para la inducción. En 2015 fue elegido con el 82.7% de los votos, y exaltado al Salón de la Fama el 26 de julio de 2015.